# Colón (Entre Ríos)
Pour les articles homonymes, voir colon.
Colón, est une ville de la province d'Entre Ríos en Argentine, chef-lieu du 
département de Colón.

## Situation
Elle se trouve à la frontière de la république de l'Uruguay, face à la cité de 
Paysandú, avec laquelle elle est reliée par le pont General Artigas. Elle se trouve à 320 km de la ville de Buenos Aires (3 h 30 de voyage - on y accède par le 
pont Zárate-Brazo Largo, puis la route nationale 14).

## Histoire
La construction d'un port équipé et d'une ville est décidé en 1862 par le général Urquiza, là où les premiers colons Savoyards, Piémontais et Valaisans ont débarqué en 1857,.

## Tourisme
La région, de climat tempéré en été et doux en hiver, est très touristique grâce à sa proximité avec le Parc national El Palmar, une aire protégée de 8 500 hectares avec une grande diversité ornithologique et botanique, renommée pour le palmier Butia argentin ou Butia yatay. Il y a, de plus, de belles plages sur le Río Uruguay.

### Jumelages
- Sion (Valais)

## Le port

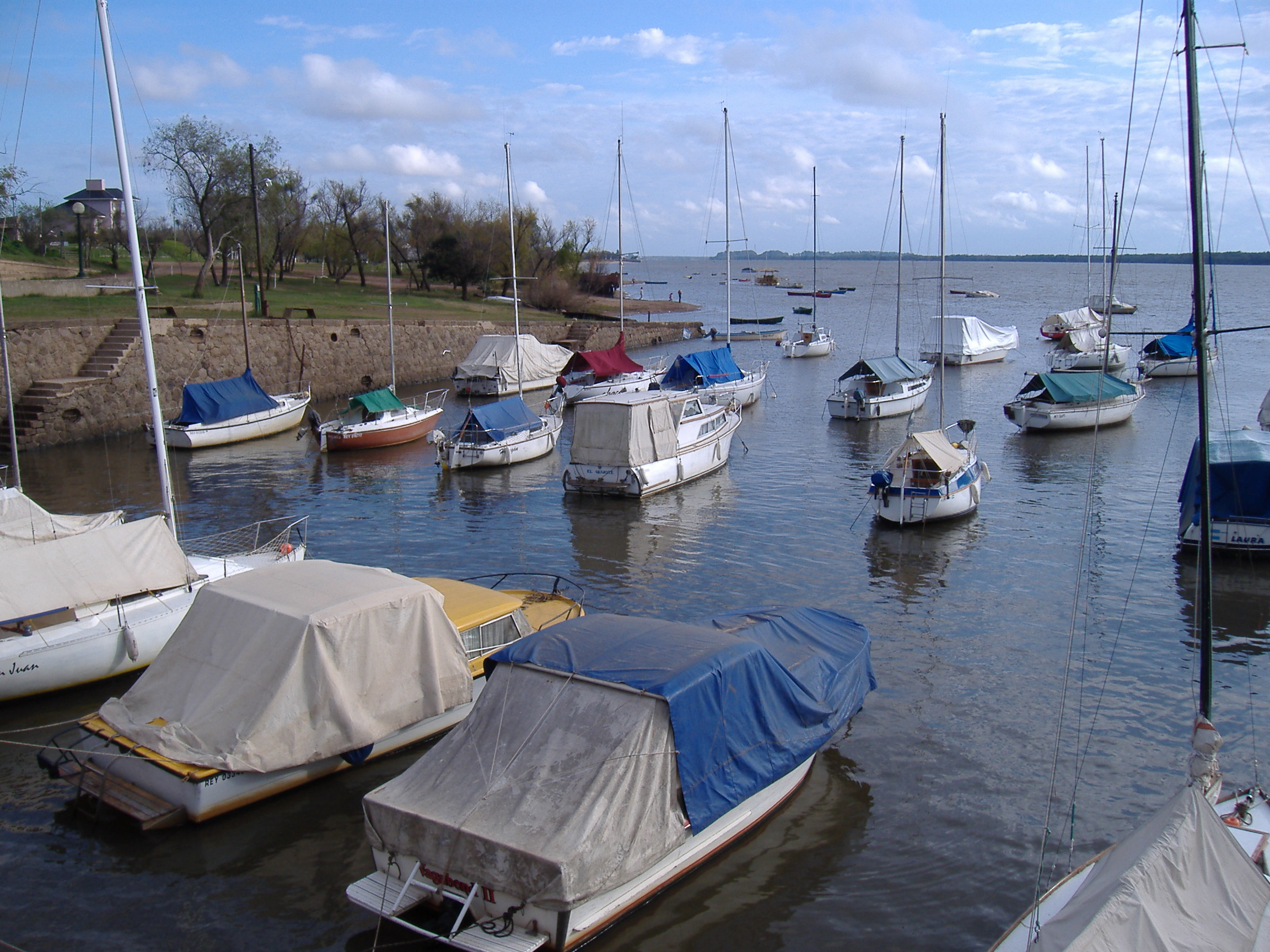
Embarcations dans le port

Le port de Colón se trouve au kilomètre 216 du Río Uruguay, rive droite. 
Il s'encombre fort peu d'alluvions, d'où il n'est pas nécessaire de le draguer périodiquement. 
Les bateaux de cabotage fluvial ayant jusque 60 mètres de long peuvent y opérer.
Il existe aussi un port de plaisance.